# Moulin de Boly
Le Moulin de Boly (du nom d'un de ses anciens propriétaires) est un lieu-dit de la ville de Lourdes, en France, célèbre pour être la maison natale de Bernadette Soubirous (1844-1879).
  
La famille maternelle de Bernadette Soubirous, les Castérot, a exploité ce moulin à eau de 1786 à 1854. On peut à présent visiter l'endroit, situé au 12, rue Bernadette-Soubirous.

## Géographie
Le moulin fait partie à l’époque des nombreux moulins à eau situés le long du ruisseau le Lapacca (canalisé aujourd’hui sous le boulevard de la Grotte) et se jetant dans le Gave de Pau.

## Histoire
C’est au Moulin de Boly que Bernadette Soubirous naît le 7 janvier 1844. Elle habitera le moulin avec sa famille jusqu’à ses 10 ans.
  
A l’intérieur, on peut découvrir la chambre où Bernadette est née, la cuisine ainsi que le vieux moulin et ses meules (restaurées en 2012).